# シボグモ科
シボグモ科 (Ctenidae) は、クモ目の分類群の一つ。徘徊性のクモで、コモリグモなどにやや似ている。日本のものは目立たないが、国外では大きくなるものや有毒種も知られる。

## 特徴
完性域類、二爪類に属する。日本産の種は10mm程度だが、国外では30mmに達する大型種もある。全身に毛が多い。褐色系の地味な色合いのものが多い。
頭胸部は卵形から楕円形、中央がよく盛り上がる。眼列は4眼二列の8眼だが、前後の列ともに強く後曲（側眼が中眼より後ろ）するので、上から見ると前側眼と後中眼が横に並び、2-4-2の三列にも見える。後列眼がやや大きく発達し、前側眼は小さい。
腹部は頭胸部とほぼ同大で楕円形など平凡な形。歩脚はしっかりしていて、それほど長くならない。
外見的にはコモリグモ科のものに似るが、眼の配列がコモリグモ科では前列が曲がらず後列が強く後曲するために4・2・2に見えること、コモリグモ科のものでは後列眼が特に大きく発達することなどで区別できる。系統的にはコモリグモ科は三爪類であるから二爪類であるこの科とは縁が遠い。

## 習性など
徘徊性で、地表や低い植物の上などで小動物を捕らえる。昼間は物陰などに潜み、夜間に行動するものが多い。獲物になるのは主として昆虫だが、大型種ではカエルやトカゲ、ヘビなど、より大型動物が獲物となる例もある。コスタリカのサビイロシボグモ Cupiennius getazi はカエルを頻繁に襲うという。数時間をかけてカエルを肉団子状にして喰う。ただし、皮膚に猛毒を持つことで有名なヤドクガエル類は喰わない。
獲物を探す場合、前足を挙げ、大型種では敵にあったときもこの姿勢で顎を誇示して威嚇する。
産卵すると、卵を卵嚢にまとめ、多くの種はこれを口にくわえて運ぶ。ただし、日本産のシボグモなどでは卵嚢を植物の上などに貼り付け、雌がその上に覆い被さるようにして保護する。

## 利害
害虫駆除などに働いているであろうが、直接的な利害はほとんどない。ただし、有毒なものもある。ブラジルのクロドクシボグモは人間に出会うと上記のような姿勢で威嚇を行い、その状態から素早く噛みつき、咬まれたものに大きな苦痛を与えるという。毒性としては神経毒で、南米のクモではもっとも危険とも言われる上、生息環境が人里に近く、人家に侵入する例も多いという。

## 分布
新旧熱帯域を中心に分布する。ヨーロッパには分布する種がなく、北米にも5種があるのみ。

## 分類
世界に39属480種が記録されているが、熱帯地域については研究が不十分と考えられる。日本からは以下の3属3種が知られ、この内でシボグモは日本全土に分布する極めて普通のクモである。それ以外のものについてはシボグモ科の属種の項を参照されたい。
- Ctenus　ミナミシボグモ属：ヤエヤマシボグモ
- Anahita　シボグモ属：シボグモ
- Acantheis　アジアシボグモ属：イオウシボグモ